# Палата Кобург (Беч)
Палата Кобург (нем. Palais Coburg) је палата у Бечу, изграђена средином 19. века, и налази се у улици Coburgbastei у бечком првом бецирку (нем. Bezirk, бечке градске општине). Палата је грађена на бастионима утврђења унутрашњег града који су срушени у 19. веку, но као носилац палате део старог утврђења може се и данас видети.

## Историја
Изградња палате почела је 1839. године, по наруџби принца Фердинанда Кобургског (Prinz Ferdinand Georg August von Sachsen-Coburg-Saalfeld-Koháry), генерала царске каваљерије. Пројектант и водитељ градње био је архитекта Карл Шлепс (Karl Schleps). Након што је Шлепс преминуо 1840. године, градњу је наставио Адолф Коромпај (Adolph Korompay). Земљиште палате дошло је у посед фамилије Кобург женидбом Фердинанда са мађарском грофицом Маријом од Кохари. Палата је довршена пре револуционе године 1848. године, после је кратко време била напуштена. 
Године 1849. у палату се доселио са супругом Фердинандов син, принц Август Кобургски, брат португалског краља Фердинанда II и отац бугарског цара Фердинанда I. Принц Август дао је делове палате у закупнину, истовремено је украсио први спрат са грбовима француске краљевске фамилије и грбовима фамилије Саксонске-Кобург и Гота (Sachsen-Coburg und Gotha). У народном жаргонском језику палата је због својих слободних ступова тад добила назив „тврђава шпаргла“ (Spargelburg). Коначно је довршена 1864. године крунисањем средњег дела са фигурама.
Палата је тешко страдала за време Другог светског рата. Од 1945. до 1955. године у палати је било седиште црвене армије за време окупације Аустрије 1945—1955. од стране савезника, од 1955. до 1997. године седиште Аустријске савезне железнице. Палата је била у власништву фамилије Кобург до 1978. године, после је продата једној агенцији за некретнине. Након конкурса агенције палата је дошла у власништво ондашње земаљске банке (Länderbank), да би је назад купио индустријалац Петер Пирингер (Peter Pühringer). Пирингер је темељно реновирао палату, у којој се данас налази седиште његове фирме те и један луксузни хотел и ресторан.